# Конев, Пётр Прокофьевич
Пётр Прокофьевич Конев (1909-1972) — советский военачальник, гвардии подполковник Советской Армии, участник Великой Отечественной войны, Герой Советского Союза (1945).

## Биография

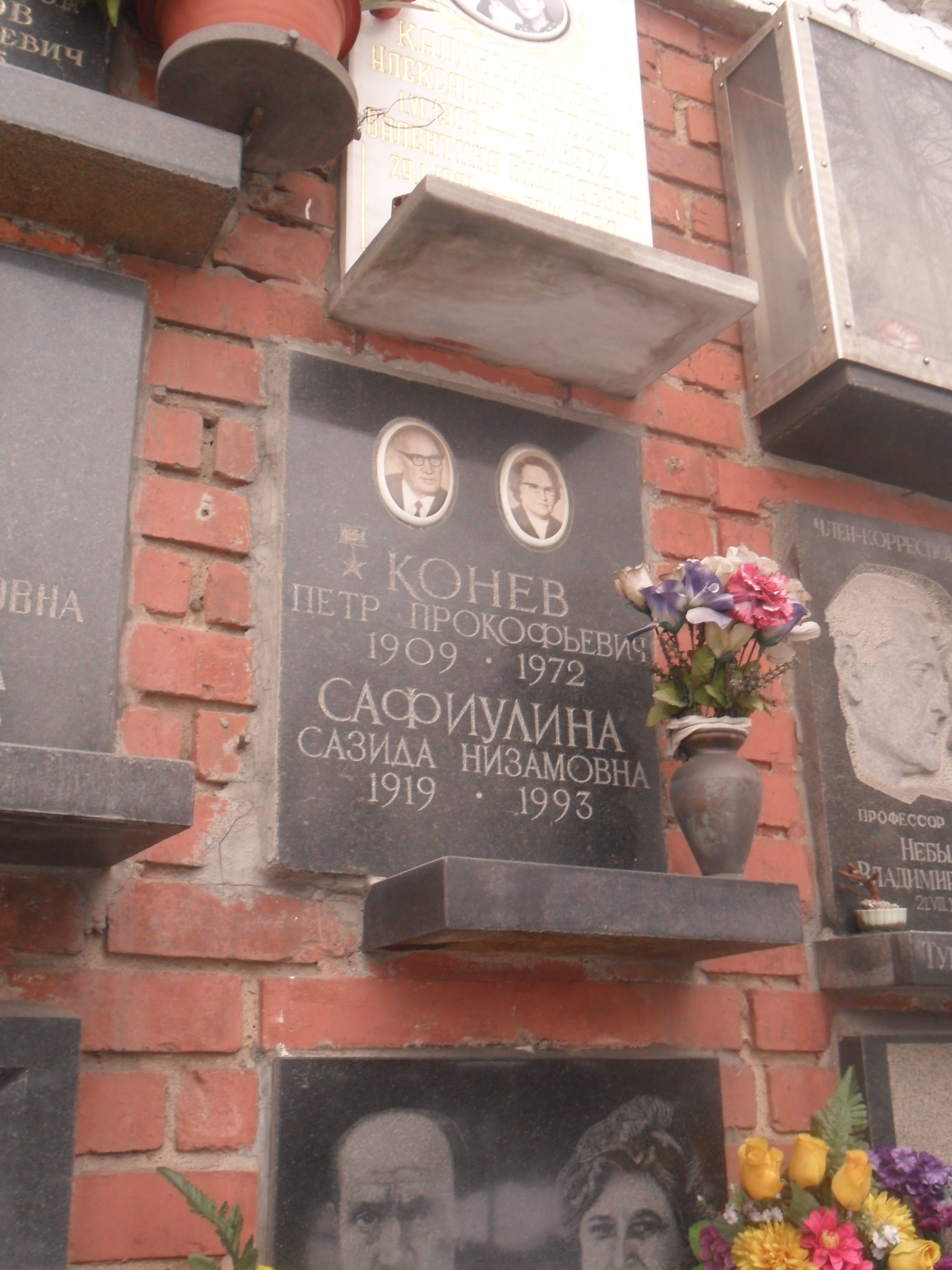
Плита колумбария Конева на Новодевичьем кладбище Москвы.

Пётр Конев родился в 1909 году в селе Тузлы (ныне — Березанский район Николаевской области Украины). Получил среднее образование. В 1931 году Конев был призван на службу в Рабоче-крестьянскую Красную Армию. В том же году он окончил Высшую командную школу. В 1940 году Конев был уволен в запас, но уже через год он повторно был призван в армию. С 1941 года — на фронтах Великой Отечественной войны. В 1943 году Конев окончил курсы «Выстрел». К апрелю 1945 года гвардии подполковник Пётр Конев командовал 174-м гвардейским стрелковым полком (57-й гвардейской стрелковой дивизии 4-го гвардейского стрелкового корпуса 8-й гвардейской армии 1-го Белорусского фронта). Отличился во время Берлинской операции.
16 апреля 1945 года полк Конева прорвал немецкую оборону на Зееловских высотах и штурмом взял город Зеелов, уничтожив в общей сложности около 1000 солдат и офицеров противника, ещё 300 взяв в плен. В прорыв, образованный полком, были введены моторизованные и механизированные части, которые начали наступление в направление восточной окраины Берлина. В тех боях Конев получил тяжёлое ранение, но продолжал руководить действиями своего полка.
Указом Президиума Верховного Совета СССР от 31 мая 1945 года гвардии подполковник Пётр Конев был удостоен высокого звания Героя Советского Союза с вручением ордена Ленина и медали «Золотая Звезда».
В 1946 году Конев был уволен в запас. Проживал и работал в Москве. Умер 7 августа 1972 года, похоронен на Новодевичьем кладбище.

## Награды и звания
- Герой Советского Союза. Указ Президиума Верховного Совета СССР от 31 мая 1945 года:
  - медаль «Золотая Звезда» № 7579,
  - орден Ленина № 50211.
- Орден Красного Знамени. Приказ Военного совета Донского фронта № 0100/н от 28 января 1943 года.
- Орден Красного Знамени. Приказ Военного совета 8-й гвардейской армии № 253/н от 14 августа 1944 года.
- Орден Суворова III степени. Приказ Военного совета 1-го Белорусского фронта № 483/н от 5 марта 1945 года.
- Медаль «За оборону Сталинграда». Указ Президиума Верховного Совета СССР от 22 декабря 1942 года.
- Медали СССР.